# Ingeborg Kroon
Ingeborg Kroon (1 oktober 1987) is een voormalig Nederlands langebaanschaatsster. In haar carrière schaatste ze bij de ploegen van Team Anker (2010-2012), KNSB Regiotop (2009/2010), KNSB Opleidingsteam (2007-2009), Gewest Friesland (KNSB) (2006/2007 en 2009/2010) en Jong Oranje (2005/2006). Ze is woonachtig in Weesp.

## Carrière
Haar eerste internationale kampioenschap was het WK Junioren 2006. Daar eindigde ze op de twaalfde plaats in het eindklassement en eindigde op de 500, 1000 en 1500 meter in de top tien. Samen met Maren van Spronsen en Foske Tamar van der Wal werd ze wereldkampioen op de ploegenachtervolging en vestigden hierop tevens een nieuw wereldrecord. Op het WK Junioren 2007 prolongeerde ze haar wereldtitel, ditmaal met Natasja Bruintjes en Laurine van Riessen. Individueel eindigde ze als vierde in het eindklassement, werd eerste op de 1500 meter en eindigde op de andere afstanden in de top tien.
In het seizoen 2007/2008 kwalificeerde ze zich voor het eerst voor de wereldbekerwedstrijden op de 500 en 1000 meter. In Inzell won ze de 500 meter in de B-groep en daarmee plaatste Kroon zich ook voor de wereldbekerfinale in Heerenveen.
Het seizoen 2010/2011 begon voor Kroon goed met een vierde plek op de 1500 meter tijdens het NK afstanden waarmee ze zich voor de eerste wereldbekerwedstrijden plaatste. Het seizoen erop waren er tegenvallende resultaten en besloot ze een jaar rust te nemen vanwege aanhoudende rugklachten. In 2012 dwongen de rugproblemen Kroon te stoppen met schaatsen.

### Privéleven
Ingeborg Kroon heeft een relatie met schaatser Jan Smeekens. Het stel kreeg eind 2019 een dochter.

## Persoonlijke records
| Afstand    | Tijd    | Datum            | Baan           |
| ---------- | ------- | ---------------- | -------------- |
| 500 meter  | 39,56   | 25 januari 2008  | Hamar          |
| 1000 meter | 1.16,50 | 13 december 2009 | Salt Lake City |
| 1500 meter | 1.58,58 | 13 maart 2007    | Calgary        |
| 3000 meter | 4.09,87 | 22 maart 2006    | Calgary        |
| 5000 meter | 7.26,23 | 23 maart 2006    | Calgary        |

## Resultaten
| jaar | NK Afstanden                 | NK Sprint | NK Allround | WK Sprint | Wereldbeker                 | WK Junioren         |
| ---- | ---------------------------- | --------- | ----------- | --------- | --------------------------- | ------------------- |
| 2006 | 17e 1500m 14e 3000m          |           | NC14        |           |                             | 12e · achtervolging |
| 2007 |                              |           | 10e         |           |                             | 4e · achtervolging  |
| 2008 | 10e 500m 12e 1000m 13e 1500m | 7e        | 10e         |           | 36e 100m 33e 500m 35e 1000m |                     |
| 2009 | 16e 500m 10e 1000m 20e 1500m |           |             |           |                             |                     |
| 2010 | 11e 500m 8e 1000m 11e 1500m  |           | 9e          | 21e       | 0p 1000m                    |                     |
| 2011 | 8e 1000m 4e 1500m            |           |             |           | 20e 1500m                   |                     |
| 2012 | 15e 1000m 22e 1500m          |           |             |           |                             |                     |

### Medaillespiegel
| Kampioenschap | Goud | Zilver | Brons |
| ------------- | ---- | ------ | ----- |
| WK Junioren   | 2    | 0      | 0     |